# Abludomelita somovae
Abludomelita somovae är en kräftdjursart. Abludomelita somovae ingår i släktet Abludomelita och familjen Melitidae. Inga underarter finns listade i Catalogue of Life.